# Terbuthylazine
La terbuthylazine est une substance active de produit phytosanitaire (ou produit phytopharmaceutique, ou pesticide), qui présente un effet herbicide, et qui appartient à la famille chimique des triazines.

## Réglementation
Sur le plan de la réglementation des produits phytopharmaceutiques :
- pour l’Union européenne : cette substance active est autorisée par le Règlement d'exécution (UE) no 820/2011 du 16/08/2011 portant approbation de la substance active « terbuthylazine », conformément au règlement (CE) no 1107/2009.
- pour la France : cette substance active n'est pas autorisée dans la composition de préparations bénéficiant d’une autorisation de mise sur le marché :
  - l'usage de la terbuthylazine pour le désherbage de la vigne a été interdit par un avis au Journal officiel du 26 septembre 2003, avec un délai d'écoulement des stocks jusqu'au 31 décembre 2003 pour la distribution, et jusqu'au 30 juin 2004 pour l'utilisation.
  - pour les autres usages, les herbicides contenant de la terbuthylazine ont été interdits à la commercialisation à partir du 30 septembre 2002, et interdits à l'utilisation à partir du 30 juin 2003.
- depuis 2017, la terbuthylazine est à nouveau autorisé pour un usage sur maïs[2].

Selon "notreterre.org", les quatre pesticides interdits, carbofuran, endosulfan,  terbuthylazine et triazines empoisonnent toujours les sols, malgré la législation.

## Caractéristiques physico-chimiques
Les caractéristiques physico-chimiques dont l'ordre de grandeur est indiqué ci-après, influencent les risques de transfert de cette substance active vers les eaux, et le risque de pollution des eaux :
- hydrolyse à pH 7 : très stable,
- solubilité : 8,5 mg·L-1,
- coefficient de partage carbone organique-eau : 306 cm3·g-1. Ce paramètre, noté Koc, représente le potentiel de rétention de cette substance active sur la matière organique du sol. La mobilité de la matière active est réduite par son absorption sur les particules du sol.
- durée de demi-vie : 46 jours. Ce paramètre, noté DT50, représente le potentiel de dégradation de cette substance active, et sa vitesse de dégradation dans le sol.
- coefficient de partage octanol-eau : 3,2. Ce paramètre, noté log Kow ou log P, mesure l’hydrophilie (valeurs faibles) ou la lipophilie (valeurs fortes) de la substance active.

## Écotoxicologie
Sur le plan de l’écotoxicologie, les concentrations létales 50 (CL50) dont l'ordre de grandeur est indiqué ci-après, sont observées :
- CL50 sur poissons : 1,6 mg·L-1,
- CL50 sur daphnies : 21 mg·L-1,
- CL50 sur algues : 0,015 mg·L-1.

## Toxicité pour l'humain
Sur le plan de la toxicité pour l’humain, la dose journalière acceptable (DJA) est de l’ordre de : 0,004 mg·kg-1·j-1.